# همت‌والا (فیلم ۲۰۱۳)
همت‌والا (به هندی: Himmatwala) (به معنی والاهمت) فیلمی محصول سال ۲۰۱۳ و به کارگردانی ساجد خان است. در این فیلم بازیگرانی همچون اجی دیوگن، تمنا باتیا، پارش راوال، ماهش مانجرکار، لینا جومانی، آدهیان سومان، زارینا وهاب ایفای نقش کرده‌اند.